# 徐路 (北魏)
徐路，北魏官员，占卜家。
魏道武帝、魏明元帝时有太史令王亮、苏坦，魏太武帝破北燕，得冯弘太史令闵盛，魏孝文帝时有太史令赵樊生，都知晓天文。后太史赵胜、赵翼、赵洪庆、胡世荣、胡法通等二族，世代以天官之业。徐路担任容城县令，善于占候。魏宣武帝时（《北史》作魏明元帝）他因事下冀州狱，别驾崔隆宗到牢房慰问他，徐路说：“昨夜驿马星流，估计赦书即时应至。”崔隆宗先就信他了，于是派人试着出城等候。不久赦书真的到来。时人推重他。